# Ellinikí Radiphonía Tileórassi
ERT S.A. (Ελληνική Ραδιοφωνία Τηλεόραση – Ellinikí Radiphonía Tileórassi) är ett offentligt företag i Grekland som tillhandahöll radio- och TV-tjänster för greker i Grekland och utomlands. Bolaget grundades 1938 och lades, efter beslut av finansminister Yannis Stournaras.[källa behövs]
I Sverige fanns kanalen ERT World i Com Hems digitala kanalutbud.

## TV-kanaler
- ERT 1(ΕΡΤ 1)
- ERT 2 (ΕΡΤ 2)
- ERT 3 (ΕΡΤ 3)
- ERT News (ΕΡΤ News)
- ERT Sports (ΕΡΤ Sports) 2011- 2020
- ERT World
- Vouli TV (ΒΟΥΛΗ TV)